# George Simpson (friidrottare)
George Simpson, född 21 september 1908 i Columbus i Ohio, död 2 december 1961 i Columbus  i Ohio, var en amerikansk friidrottare.
Simpson blev olympisk silvermedaljör på 200 meter vid sommarspelen 1932 i Los Angeles.